# Полевые Гриневцы
Полевые Гриневцы (укр. Польові Гринівці) — село в Хмельницком районе Хмельницкой области Украины.
Население по переписи 2001 года составляло 320 человек. Почтовый индекс — 31301. Телефонный код — 382. Занимает площадь 1,3 км². Код КОАТУУ — 6825088102.

## Местный совет
31301, Хмельницкая обл., Хмельницкий р-н, с. Ставчинцы, ул. Заречная, 2